# Nephrodium mongolicum
Nephrodium mongolicum là một loài thực vật có mạch trong họ Dryopteridaceae. Loài này được (Franch.) Baker miêu tả khoa học đầu tiên năm 1891.